# Novochares aperito
Novochares aperito (лат.) — вид жуков-водолюбов рода Novochares из подсемейства из Acidocerinae (Hydrophilidae). Видовое название происходит от латинского слова Aperito, которое означает открывать, что связано с характерной формой апикальной части парамер гениталий, напоминающей открывалку для бутылок.

## Распространение
Неотропика (Боливия).

## Описание
Жуки-водолюбы мелких размеров, длина тела от 4,9 мм. Тело вытянуто-овальное. Дорсальная поверхность оранжевая, с более бледными наличником и краями переднеспинки. Максиллярные щупики немного длиннее ширины головы, равномерно оранжевого цвета. Пунктировка на переднеспинке и надкрыльях относительно плотная и очень мелко вдавленная. Надкрылья без рядов серийных точек, с очень слабыми рядами слабо выраженных пунктур на боковых сторонах. Простернум слабо медиально выпуклый. Задний край мезовентрита поперечно приподнят.